# Peckoltia bachi
Peckoltia bachi is een straalvinnige vissensoort uit de familie van de harnasmeervallen (Loricariidae). De wetenschappelijke naam van de soort is voor het eerst geldig gepubliceerd in 1898 door George Albert Boulenger. Boulenger deelde de soort bij het geslacht Chaetostomus in. Ze is genoemd naar de ontdekker, dr. J. Bach uit La Plata aan de Juruá, die exemplaren van deze en andere soorten voor onderzoek naar het British Museum zond.

## Verspreiding en leefgebied
De soort komt voor in de Juruá, een zijrivier van de Amazone. 